# Pila Fifita
Pour les articles homonymes, voir Fifita.
Pas d'image ? Cliquez ici

a Compétitions nationales et continentales officielles uniquement.

b Matchs officiels uniquement.
Dernière mise à jour le 20 février 2024.
Viliame Fifita, plus connu sous le nom de Pila Fifita, est né le 13 juin 1975 à Haʻapai aux Tonga. C'est un joueur de rugby à XV international tongien jouant principalement au poste d'ailier.

## Carrière
Pila Fifita est né aux Tonga, et émigre en Nouvelle-Zélande à l'âge de douze ans pour s'installer à Oamaru. Il ne commence à jouer au rugby à XV qu'en 1999, à l'âge de 24 ans, après avoir longtemps pratiqué la boxe.
Après avoir joué pour les Old Boys d'Oamaru dans le championnat amateur local, il est retenu en 2000 dans l'effectif de la province de North Otago, évoluant en troisième division du championnat provincial. Il joue cinq saisons avec cette équipe, et inscrit trente-neuf essais en quarante-trois rencontres. Il se distingue particulièrement lors de la saison 2002, en marquant quinze essais en sept matchs (un record), dont un triplé lors de la finale gagnée face à Horowhenua-Kapiti,.
En 2002, Fifita est sélectionné avec le New Zealand Divisional XV (en), avec qui il affronte l'Italie et l'Irlande,. Il représente à nouveau cette équipe l'année suivante, jouant notamment un match contre les Samoa.
En septembre 2003, il est appelé en équipe des Tonga pour participer à la Coupe du monde 2003 en Australie, en remplacement d'Aisea Havili (en),. Il obtient sa première cape internationale lors du tournoi, le 29 octobre 2003 à l'occasion d'une rencontre contre l'équipe du Canada à Wollongong,. Lors du match, il blesse accidentellement le centre canadien Nik Witkowski, en lui marchant sur la tête,.
Repéré par ses performances en Nouvelle-Zélande, il doit rejoindre le club anglais des Saracens en 200 pour un contrat d'une saison. Toutefois, un problème de visa fait finalement échouer le transfert,. Malgré cela, quelques mois plus tard il est autorisé à rejoindre le club de Coventry RFC évoluant en deuxième division anglaise,.
Après une demi-saison en Angleterre, il s'engage avec l'Aviron bayonnais pour la saison 2005-2006 de Top 14,. Avec cette équipe son passage est surtout marqué par son indiscipline, à commencer par un match à Castres où il casse le nez de son vis-à-vis Brad Fleming d'un coup de poing. Plus tard dans la saison, il écope d'un mois de suspension après des placages dangereux sur David Skrela (Paris) et Federico Martín Aramburú (Biarritz),. Cette indiscipline chronique entraîne finalement sa non-conservation au sein de l'effectif bayonnais en fin de saison.
C'est lors de sa saison à Bayonne qu'il connaît sa deuxième et dernière sélection avec les Tonga, le 19 novembre 2005 contre la France à Toulouse,.
En 2006, il rejoint le club japonais des Fukuoka Sanix Blues en Top League,. Il joue cinq saisons avec cette équipe, avant de le quitter en 2011.

## Palmarès

### En club
- Vainqueur de la troisième division du National Provincial Championship en 2002 avec North Otago.

### En équipe nationale
- 2 sélections avec les Tonga
- Sélections par année : 1 en 2003 et 1 en 2005